# Кім Кельсен
Кім Кельсен (нар. 30 листопада 1966, Пааміут, Сермерсоок, Гренландія) — ґренландський політик, лідер партії «Вперед» (2014—2020) і шостий прем'єр-міністр Ґренландії (2014—2021).